# 내과
내과(內科, internal medicine)는 성인의 질병 예방, 진단 및 치료에 중점을 둔 의사를 위한 진료과이다. 그 이름은 "내부 장기 질환의 치료"에서 유래했다. 내과 전문의는 미분화 질환이나 다기관 질환 과정을 가진 환자를 관리하는 데 특화된 기술을 보유하고 있다. 이들은 입원 (입원) 환자와 외래 환자 모두에게 치료를 제공하며, 종종 교육 및 연구에 크게 기여한다. 내과 전문의는 내과에서 대학원 교육을 받은 자격 있는 의사이며, 의학 학위를 취득했지만 아직 독립적으로 의학을 진료할 면허가 없는 의사를 지칭하는 용어인 "인턴"과 혼동해서는 안 된다.
미국과 영국 연방 국가에서는 내과와 가정의학과 사이에 종종 혼동이 있으며, 사람들이 이들을 동등하게 여기는 경우가 많다. 영국 연방 국가에서 일반 의학(general medicine)이라고도 하며, 내과 의를 physician라고 한다.
내과 전문의는 주로 병원에서 근무하는데, 환자들이 심각하게 아프거나 광범위한 의학 검사를 필요로 하는 경우가 많기 때문이다. 내과 전문의는 특정 장기나 기관계에 영향을 미치는 질병에 대한 세부 전문 분야에 관심을 갖는 경우가 많다. 인증 절차 및 이용 가능한 세부 전문 분야는 국가마다 다를 수 있다.
또한, 내과는 임상약학 및 수의학 내에서도 전문 분야로 인정된다.

## 어원과 역사적 발전

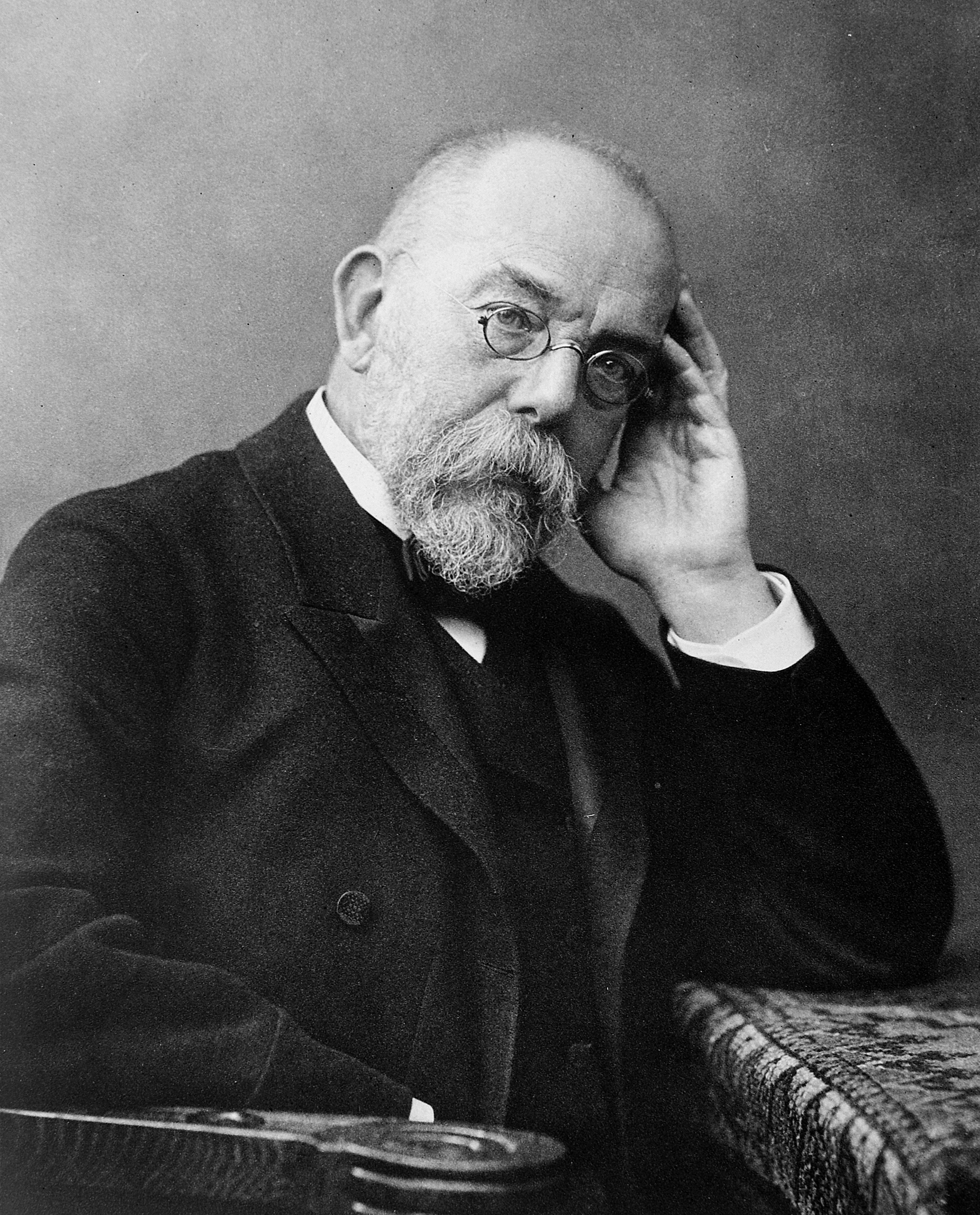
19세기 독일의 의사이자 미생물학자인 로베르트 코흐

영어 'internal medicine'이라는 용어는 19세기 독일어 'Innere Medizin'에서 어원을 찾을 수 있다. 원래 내과는 의료 검사와 환자에 대한 침상 임상 진찰을 통해 증상 및 증후군의 근본적인 "내부적" 또는 병리적 원인을 규명하는 데 중점을 두었다. 이는 신체 내부 장기에 영향을 미치는 질병의 치료를 강조했다. 이러한 접근 방식은 "영국 의학의 아버지" 또는 "영국의 히포크라테스"로 알려진 17세기 영국 의사 토머스 시드넘과 같은 이전 세대의 의사들과는 달랐다. 시드넘은 질병의 자연사와 그 치료에 대한 신중한 침상 관찰을 바탕으로 질병을 진단하고 관리하는 임상 접근 방식을 통해 질병 분류학 분야를 발전시켰다. 시드넘은 시체를 해부하고 신체 내부의 작동 방식을 면밀히 검토하기보다는 증상의 내부 메커니즘과 원인을 이해하는 것을 강조했다.
17세기에는 해부병리학과 실험실 연구로의 전환이 있었고, 18세기 이탈리아 해부학자 조반니 바티스타 모르가니는 해부병리학의 아버지로 여겨진다. 실험실 검사는 19세기 독일 의사이자 세균학자인 로베르트 코흐와 같은 의사들의 기여로 점점 더 중요해졌다. 이 시기에 내과는 임상 접근 방식과 검사 사용을 통합한 분야로 부상했다. 20세기 초 많은 미국 의사들은 독일에서 의학을 공부하고 이 분야를 미국에 도입하여 기존 독일 용어를 모방하여 "내과"라는 이름을 채택했다.
내과는 고대 인도와 고대 중국에 역사적 뿌리를 두고 있다. 내과에 대한 가장 초기 문헌은 아유르베다 문집인 차라카 상히타에서 찾을 수 있다.

## 내과 전문의의 역할
내과 전문의는 영국 연방 국가에서는 일반 내과 전문의 또는 일반 의학 의사로도 불리며, 단일 장기 전문의가 다루기 어려운 복잡하거나 다기관 질환을 관리하도록 훈련된 전문 의사이다. 이들은 종종 단일 장기 전문 분야의 범위에 깔끔하게 들어맞지 않는 미분화된 증상에 대해 진찰하도록 요청받는데, 예를 들어 호흡 곤란, 피로, 체중 감소, 흉통, 혼돈 또는 의식 상태 변화 등이 있다. 이들은 단일 환자에게 동시에 여러 기관계에 영향을 미치는 심각한 급성 질환을 관리할 뿐만 아니라 단일 환자에게 여러 만성 질환을 관리한다.
많은 내과 의사들이 특정 기관계에 대한 세부 전문화를 선택하지만, 일반 내과 전문의가 단일 장기 전문의보다 전문 지식이 부족한 것은 아니다. 오히려 이들은 여러 동시적인 문제나 복잡한 동반 질환을 가진 환자를 돌보도록 특별히 훈련받는다.
단일 장기에 국한되지 않는 질병의 치료를 설명하는 데 복잡성이 있어, 내과의 의미와 "내과 전문의"의 역할에 대한 혼란이 있었다. 내과 전문의가 일차 진료 의사로 활동할 수도 있지만, 이들은 "가정의학과 의사", "가정의", "일반의" 또는 "GP"와 동의어는 아니다. 내과 전문의의 훈련은 성인에만 집중하며, 일반적으로 외과, 산과, 또는 소아청소년과를 포함하지 않는다. 미국 내과 전문의 협회에 따르면, 내과 전문의는 "성인의 질병 예방, 진단 및 치료를 전문으로 하는 의사"로 정의된다. 내과와 가정의학과 의사가 담당하는 환자군에 일부 중복이 있을 수 있지만, 내과 전문의는 진단에 중점을 둔 성인 진료에 주로 집중하는 반면, 가정의학과는 온 가족을 위한 전인적 돌봄 접근 방식을 통합한다. 내과 전문의는 또한 해당 분야의 다양한 인정된 세부 전문 분야에서 상당한 훈련을 받으며, 입원 및 외래 환경 모두에서 경험이 풍부하다. 반면, 가정의학과 의사는 광범위한 질환에 대한 교육을 받으며, 일반적으로 병원 환경에 대한 노출이 적은 외래 환경에서 훈련받는다. 내과의 역사적 뿌리는 1800년대 의학 실습에 과학적 원리가 통합된 시기로 거슬러 올라가는 반면, 가정의학과는 1960년대 일차보건의료 운동의 일부로 등장했다.

## 교육 및 훈련
내과 전문의의 훈련 및 경력 경로는 국가마다 상당히 다르다.
많은 프로그램은 의과대학 입학 전에 학부 교육을 요구한다. 이러한 "의예과" 교육은 일반적으로 4년 또는 5년 과정이다. 대학원 의학 교육 프로그램은 국가마다 기간이 다르다. 의학 교육 프로그램은 3차 수준의 과정으로, 대학에 부속된 의과대학에서 진행된다. 미국에서는 의과대학이 4년으로 구성된다. 따라서 기본 의학 교육을 이수하는 데는 관할 지역 및 대학에 따라 일반적으로 8년이 걸릴 수 있다.
초기 훈련을 마친 신규 의사들은 면허 또는 등록이 부여되기 전에 일반적으로 1~2년간 감독 하에 실습을 해야 한다. 이 기간은 "인턴십", "조건부 등록" 또는 "파운데이션 프로그램"이라고 불릴 수 있다. 그런 다음 의사들은 원할 경우 내과 전문의 훈련을 받을 수 있으며, 일반적으로 경쟁을 통해 훈련 프로그램에 선발된다. 북미에서는 이 대학원 훈련 기간을 레지던트 훈련이라고 부르며, 내과 전문의가 세부 전문 분야를 훈련하기로 결정하면 선택적 펠로우십이 뒤따른다.
대부분의 국가에서 내과 레지던트 훈련은 3년이며, 일차보건의료와는 달리 2차 및 3차 수준의 의료에 중점을 둔다. 영국 연방 국가에서는 연수생이 의학 학위(기초 및 핵심 연도)를 마친 후 4년 동안 선임 주택 의사로 불리는 경우가 많다. 이 기간 후에는 등록 의사 등급으로 승급할 수 있으며, 필수 세부 전문 훈련(급성 내과 또는 내과를 포함한 이중 세부 전문 분야)을 받는다. 이 후기 훈련 단계는 대학원 훈련 초기 연도와 같이 연간 진도만으로 이루어지는 것이 아니라 경쟁을 통해 이루어진다.

## 인증
미국에서는 세 개의 조직이 환자 진료에 필수적인 지식, 기술 및 태도 측면에서 훈련된 내과 전문의(즉, 인가된 레지던트 훈련 프로그램을 마친 의사)의 인증을 담당한다: 미국 내과 전문의 위원회, 미국 정골 내과 전문의 위원회 및 내과 인증 위원회. 영국에서는 일반의료협회가 내과 의사의 면허 및 인증을 감독한다. 왕립 오스트랄라시아 내과의사협회는 호주 내과 전문의(및 세부 전문의)에게 펠로우십을 수여한다. 캐나다 의학 협회는 캐나다 내과 전문의의 면허를 감독한다.

### 세부 전문 분야

#### 미국
미국에서는 두 개의 조직이 해당 분야 내 세부 전문의 인증을 담당한다: 미국 내과 전문의 위원회와 미국 정골 내과 전문의 위원회. (내과 전문의뿐만 아니라) 이사회 시험에 성공적으로 합격한 의사들은 "이사회 인증" 자격을 얻는다.

##### 미국 내과 전문의 위원회
다음은 미국 내과 전문의 위원회에서 인정한 세부 전문 분야이다.
- 청소년 의학
- 성인 선천성 심장병
- 진행성 심부전 및 이식 심장학
- 알레르기 및 면역학, 알레르기, 천식 및 면역계 질환의 진단, 치료 및 관리에 관한 분야.[30]
- 심혈관 질환, 심장 및 혈관 질환을 다룬다*
- 임상 심장 전기생리학
- 중환자 의학, 집중 감시 및 치료를 요하는 생명을 위협하는 질환을 다룬다.
- 내분비학, 당뇨병 및 대사, 내분비계 및 그 특정 분비물인 호르몬의 질환을 다룬다.
- 위장병학, 소화기 질환 분야에 관한 분야.
- 노인의학
- 혈액학, 혈액, 조혈 기관 및 그 질환에 관한 분야.
- 호스피스 및 완화 의료
- 감염내과, 바이러스, 세균 또는 기생생물과 같은 생물학적 요인에 의해 유발되는 질병에 관한 분야.
- 중재 심장학
- 의학 종양학, 화학적 및 면역학적 암 치료를 다룬다.
- 신장학, 콩팥 기능 및 질환 연구를 다룬다.
- 신경중환자 의학
- 호흡기 질환, 폐 및 기도 질환을 다룬다.
- 류마티스내과, 류마티스 질환의 진단 및 치료에 전념한다.
- 수면 의학
- 스포츠 의학
- 이식 간장학

##### 미국 정골 내과 전문의 협회
미국 정골 내과 전문의 협회는 다음 세부 전문 분야를 인정한다.
- 알레르기/면역학
- 심장학
- 심장 전기생리학
- 중환자 의학
- 내분비학
- 위장병학
- 노인병학
- 혈액학/종양학
- 중재 심장학
- 감염병
- 신장학
- 종양학
- 완화 의료
- 폐 질환
- 호흡기내과
- 류마티스내과
- 수면 의학

#### 영국
영국에서는 런던 왕립 내과의 협회, 에든버러 왕립 내과의 협회, 글래스고 왕립 내과 및 외과의 협회 등 3개의 의학 왕립 협회가 JRCPTB(Joint Royal Colleges Postgraduate Training Board)를 통해 교육과정 및 훈련 프로그램을 설정할 책임이 있으며, 이 과정은 독립적인 일반의료협회(전문의 등록도 유지)의 감독 및 인증을 받는다.
의과대학을 마친 의사들은 2년간의 파운데이션 훈련을 거쳐 기본적인 대학원 교육과정을 이수한다. 2년간의 코어 내과 훈련(CT1/CT2) 또는 2019년부터 3년간의 내과 훈련(IMT1/IMT2/IMT3)을 마치고 왕립 내과 협회 회원 자격을 취득하면 의사들은 다음과 같은 의학 전문 분야 중 하나를 선택한다.
- 급성 내과 (뇌졸중 의학의 세부 전문 분야 가능)
- 알레르기
- 청각-전정 의학
- 항공우주 의학
- 심장학 (뇌졸중 의학의 세부 전문 분야 가능)
- 임상 유전학
- 임상 신경생리학
- 임상 종양학
- 임상 약리학 및 치료학 (뇌졸중 의학의 세부 전문 분야 가능)
- 피부과
- 내분비학 및 당뇨병
- 위장병학 (간장학의 세부 전문 분야 가능)
- 일반 (내과) 의학 (대사 의학 또는 뇌졸중 의학의 세부 전문 분야 가능)
- 비뇨생식기 의학
- 노인의학 (뇌졸중 의학의 세부 전문 분야 가능)
- 혈액학
- 면역학
- 감염병
- 중환자 의학
- 의료 미생물학
- 의학 종양학 (임상 또는 방사선 종양학은 왕립 방사선 전문의 협회 소관이지만, CMT를 통해 입학하고 MRCP가 필요하다)
- 의료 안과
- 의료 바이러스학
- 신경과 (뇌졸중 의학의 세부 전문 분야 가능)
- 핵의학
- 산업의학
- 소아 심장학 (왕립 소아청소년과 협회 소관이 아닌 유일한 소아 세부 전문 분야)
- 완화의료
- 재활의학 (뇌졸중 의학의 세부 전문 분야 가능)
- 신장내과
- 호흡기내과
- 류마티스내과
- 스포츠 및 운동 의학
- 열대의학

많은 훈련 프로그램은 일반 (내과) 의학과의 이중 인증을 제공하며, 입원 환자에게 일반적인 진료를 제공한다. 여기에는 급성 의학, 심장학, 임상 약리학 및 치료학, 내분비학 및 당뇨병, 위장병학, 감염병, 신장 의학, 호흡기 의학, 그리고 종종 류마티스내과가 포함된다. 일반 의학의 역할은 한동안 쇠퇴했지만, 런던 왕립 내과의 협회의 미래 병원 위원회 보고서(2013)에 의해 다시 강조되었다.

#### 유럽 연합
유럽 내과 이사회(EBIM)는 유럽 의학 전문의 연합(UEMS) - 내과 부문과 유럽 내과 연맹(EFIM) 간의 협력 노력으로 설립되었으며, 유럽 전역의 내과 훈련 및 실습 표준화에 대한 지침을 제공한다. EBIM은 2016년에 내과 대학원 교육을 위한 훈련 요건을 발표했으며, 유럽 연합 내 의료 전문가의 자유로운 이동을 용이하게 하는 유럽 내과 자격증(ECIM)을 만들기 위한 노력이 현재 진행 중이다.
내과 전문의는 유럽 연합의 모든 국가에서 인정되며, 일반적으로 5년간의 다학제 대학원 교육이 필요하다. 내과는 모든 기관계와 관련된 다양한 질환을 진료하는 분야로 인식되며, 후자가 성인 및 아동 모두에게 외과 및 산과를 포함하는 더 광범위한 진료 모델을 제공한다는 점에서 가정의학과와 구별된다.

#### 호주
호주의 의학 교육 및 훈련 프로그램에 대한 인증은 호주 의학 협회(AMC)와 뉴질랜드 의학 협회(MCNZ)에서 제공한다. 호주 의학 위원회(MBA)는 호주 의사들의 등록 기관이며 호주 건강 전문가 규제 기관(AHPRA)에 정보를 제공한다. 의과 졸업생은 인턴 훈련을 이수하기 위해 임시 등록을 신청한다. 공인된 인턴십 프로그램을 이수한 자는 일반 등록을 신청할 수 있다. 후보자가 필요한 기초 및 고급 대학원 훈련과 필기 및 임상 시험을 통과하면 왕립 오스트랄라시아 내과의사협회는 왕립 오스트랄라시아 내과의사협회 펠로우(FRACP) 자격을 부여한다. 기초 훈련은 3년의 풀타임 상당 훈련(인턴 기간 포함)으로 구성되며, 고급 훈련은 전문 분야에 따라 3~4년으로 구성된다. 전문 진료 분야는 호주 정부 협의회(COAG)에서 승인하며 MBA에서 관리한다. 다음은 현재 인정되는 전문의 목록이다.
- 심장학
- 임상 유전학
- 임상 약리학
- 내분비학
- 위장병학 및 간장학
- 일반 의학
- 노인의학
- 혈액학
- 면역학 및 알레르기
- 감염내과
- 의학 종양학
- 신장학
- 신경과
- 핵의학
- 호흡기 및 수면 의학
- 류마티스내과

#### 캐나다
캐나다에서 내과 전문의는 의과대학을 마친 후 추가로 4년간의 훈련이 필요하다. 세부 전문화를 희망하는 내과 전문의는 내과 훈련 3년차 이후에 시작할 수 있는 추가 2년간의 훈련을 이수해야 한다. 캐나다 왕립 내과의사 및 외과의사협회(RCPSC)는 캐나다의 의학 교육을 감독하고 인증하는 비영리 국가 기관이다. 캐나다에서 내과 전문의 면허를 취득하려면 의학 학위, 캐나다 의학 협회 면허, 필요한 대학원 교육 이수, RCPSC 인증이 필요하다. 각 주 또는 준주의 개별 의료 규제 당국의 추가 요구 사항도 필요하다. 내과 전문의는 캐나다에서 내과 일반의로 활동하거나 17개의 세부 전문 분야 중 하나에서 활동할 수 있다. 내과 전문의는 외래 진료소, 입원 병동, 중환자실, 응급실 등 다양한 환경에서 근무할 수 있다. 현재 인정되는 세부 전문 분야는 다음과 같다.
- 중환자 의학
- 심장학
- 감염내과
- 신경과
- 호흡기내과
- 류마티스내과
- 내분비학 및 대사학
- 위장병학
- 일반 내과
- 노인병학
- 혈액학
- 의학 종양학
- 임상 알레르기 및 면역학
- 피부과
- 신장학

## 의학 진단 및 치료
의학은 주로 의약품을 이용한 진단 및 치료 기술에 중점을 둔다. 진단 과정은 데이터를 수집하고, 하나 이상의 진단 가설을 생성하며, 이러한 잠재적 진단을 동적 질병 프로파일과 반복적으로 비교하여 환자에게 가장 적합한 조치 과정을 결정하는 것을 포함한다.

### 데이터 수집
데이터는 병력 청취 및 신체검사를 통해 환자에게서 직접 수집할 수 있다. 실험실 결과, 영상 자료 및 다른 의사들의 임상 기록을 포함한 이전 의료 기록 또한 중요한 정보원이다. 그러나 정확한 진단을 내리기 위해서는 환자와 대화하고 환자가 현재 겪고 있는 증상을 파악하는 것이 필수적이다.

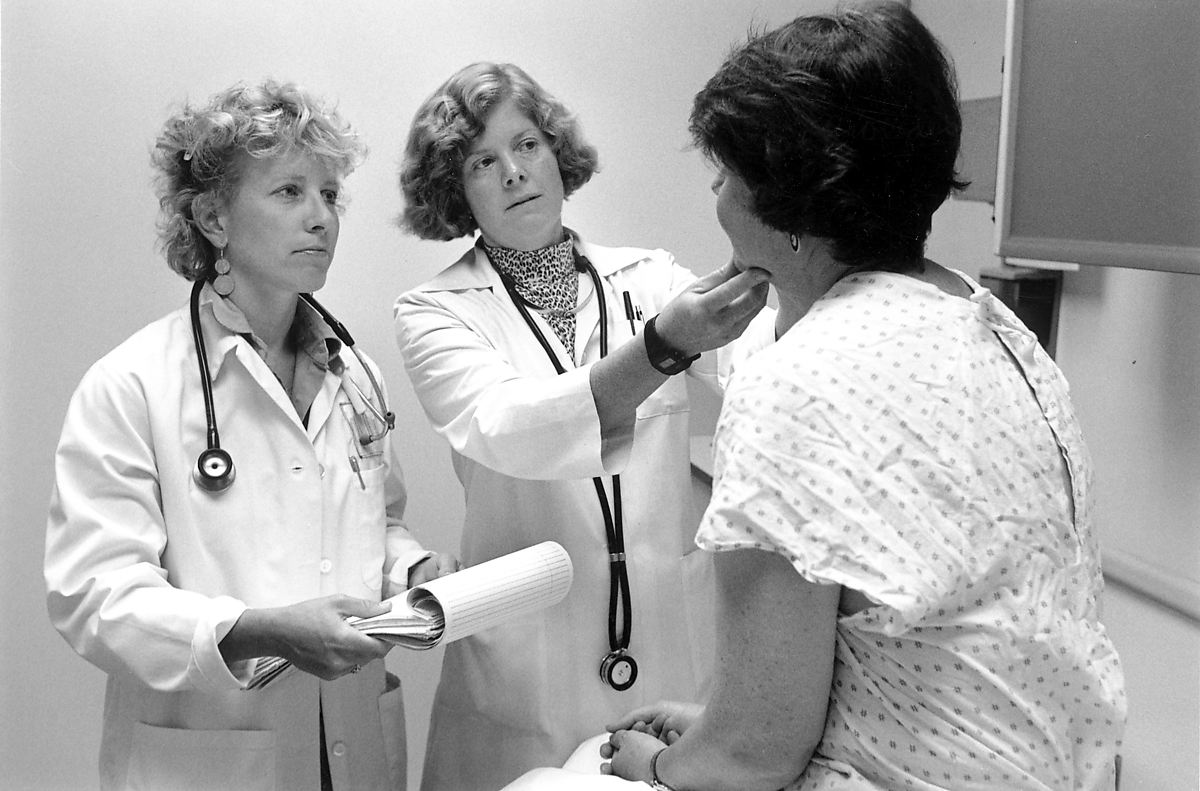
병력 청취와 신체검사는 진단 과정의 필수적인 부분이다.

내과 의사는 종종 심전도 및 초음파 영상 (현장 초음파 - PoCUS)과 같은 진단 검사를 수행하고 해석할 수 있다.
세부 전문 분야를 추구하는 내과 의사들은 아래에 나열된 것들을 포함한 추가적인 진단 도구를 가지고 있다.
- 심장학: 혈관 성형술, 심장율동전환, 심장 절제술, 대동맥 내 풍선 펌프
- 중환자 의학: 기계적 환기
- 위장병학: 내시경 검사 및 내시경 역행 담췌관 조영술
- 신장학: 인공투석
- 호흡기내과: 기관지내시경

다른 검사들이 주문되고, 환자들은 추가적인 평가를 위해 전문의에게 의뢰되기도 한다. 전문의 의뢰 과정의 효과성과 효율성은 개선될 수 있는 영역이다.

### 진단 가설 생성
정보 중 어떤 부분이 진단 과정의 다음 단계에 가장 중요한지를 결정하는 것은 매우 중요하다. 바로 이 단계에서 고정 편향이나 조기 종결과 같은 임상적 편향이 유입될 수 있다. 핵심 발견 사항이 결정되면, 가능한 질병의 프로파일과 비교된다. 이러한 프로파일에는 질병과 일반적으로 관련된 발견 사항이 포함되며, 질병이 있는 사람이 특정 증상을 가질 가능성을 기반으로 한다. 잠재적 진단 목록을 환자의 "감별 진단"이라고 부르며, 일반적으로 가능성이 높은 순서에서 낮은 순서로 나열되며, 놓칠 경우 환자에게 심각한 결과를 초래할 수 있는 상태에 특히 주의를 기울인다. 역학과 풍토병도 진단 목록을 만들고 평가하는 데 고려된다.
이 목록은 의사가 질병 프로파일을 기반으로 어떤 상태가 더 가능성이 있는지("rule-in") 또는 덜 가능성이 있는지("rule-out")에 대한 추가 정보를 얻으면서 동적으로 변화한다. 이 목록은 어떤 진단 검사나 영상 진단 방법을 주문할 것인지를 포함하여 다음에 어떤 정보를 얻을 것인지를 결정하는 데 사용된다. 검사 선택은 또한 특정 검사의 특이도와 민감도에 대한 의사의 지식에 기반을 둔다.
이 과정에서 중요한 부분은 질병이 환자에게 나타날 수 있는 다양한 방식에 대한 지식이다. 이 지식은 의사가 사용하는 질병 프로필 데이터베이스에 추가하기 위해 수집되고 공유된다. 이는 희귀 질환에서 특히 중요하다.

### 의사소통
의사소통은 진단 과정의 필수적인 부분이다. 내과 의사는 다른 내과 의사, 영상의학과 의사, 전문의, 실험실 기술자를 포함한 의료팀의 다른 구성원과 동시 및 비동시적으로 의사소통한다. 팀워크를 평가하는 도구가 존재하며 여러 환경에서 사용되었다.
진단 과정 전반에 걸쳐 정보에 입각한 동의와 공유 의사 결정이 이루어지도록 환자와의 의사소통도 중요하다.

### 치료
치료 방식은 일반적으로 주 진단에 따라 약물 치료와 비약물 치료를 모두 포함한다. 추가적인 치료 옵션에는 재활의학과 같은 전문 진료 의뢰가 포함된다. 급성 입원 및 외래 환경에서는 치료 권고 사항이 다르다. 치료의 연속성과 장기적인 후속 관리는 성공적인 환자 결과에 매우 중요하다.

### 예방 및 기타 서비스
급성 질환을 진단하고 치료하는 것 외에도, 내과 의사는 질병 위험을 평가하고 예방 선별 검사 및 개입을 권장할 수도 있다. 내과 의사가 사용할 수 있는 도구 중 일부는 유전자 평가를 포함한다.
내과 의사들은 또한 개별화된 평가와 수술 위험에 대한 의사소통을 포함한 수술 전 의학적 평가를 일상적으로 제공한다.
차세대 내과 전문의를 훈련시키는 것은 이 직업의 중요한 부분이다. 위에서 언급했듯이, 대학원 의학 교육은 일반적으로 교육 병원과 제휴된 공인된 교육 프로그램의 일부로 면허를 소지한 의사들이 제공한다. 연구에 따르면 교육 시설과 비교육 시설 간에 환자 결과에 차이가 없는 것으로 나타났다. 의학 연구는 대부분의 대학원 교육 프로그램의 중요한 부분이며, 많은 면허 의사들이 대학원 훈련을 마친 후에도 연구 활동에 계속 참여한다.

## 윤리
모든 의료 전문직에는 법적 및 윤리적 고려 사항이 내재되어 있다. 특정 법률은 관할 구역에 따라 다르며 윤리적 고려 사항과 일치할 수도 있고 그렇지 않을 수도 있다. 따라서 강력한 윤리적 기반은 모든 의료 전문직에 가장 중요하다. 서구 세계의 의료 윤리 지침은 일반적으로 선행, 악행 금지, 환자 자율성, 그리고 정의를 포함한 네 가지 원칙을 따른다. 이러한 원칙은 환자-의사 관계와 환자의 복지와 이익을 자신의 이익보다 우선시해야 하는 의무의 바탕이 된다.

### 환자-의사 관계
환자-의사 관계는 의사의 역량, 환자에 대한 존중, 그리고 적절한 의뢰 의무에 기반하며, 환자의 요구 사항에는 의사 결정과 모든 치료 계획에 대한 동의 제공 또는 철회가 포함된다. 원활한 의사소통은 강력한 관계를 구축하는 데 중요하지만, 전자 통신 및 명확한 문서화의 적절한 사용을 포함한 윤리적 고려 사항도 있다.

### 치료 및 원격 의료
제대로 확립된 관계 없이 원격 정보 수집에 기반하여 약물 처방을 포함한 치료를 제공하는 것은 몇 가지 예외를 제외하고는 좋은 진료로 인정되지 않는다. 이러한 예외에는 진료 내 교차 커버리지 및 특정 공중 보건 긴급 또는 응급 문제가 포함된다.
원격 의료의 윤리, 즉 진단, 의사-환자 관계 및 진료 연속성에 미치는 영향에 대한 의문이 제기되었다. 그러나 적절한 사용과 특정 지침을 통해 위험을 최소화하고 진료 접근성 향상과 같은 이점을 실현할 수 있다.

### 재정 문제 및 이해 상충
재정 관련 윤리적 고려 사항에는 정확한 청구 관행과 명확하게 정의된 재정 관계가 포함된다. 의사는 전문적인 의무와 정의 원칙에 따라 환자에게 상태나 지불 능력과 관계없이 동일한 치료를 제공해야 할 의무가 있다. 그러나 비공식적인 본인 부담금 면제는 법적 영향을 미 미칠 수 있으며, 전문가 예우를 제공하는 것은 진료에 부정적인 영향을 미칠 수 있다.
의사들은 이해 상충 가능성이 있는 모든 사항을 공개해야 한다. 여기에는 재정 관계, 투자, 연구 및 의뢰 관계, 그리고 환자 진료를 자기 이익에 종속시키거나 그렇게 보이는 다른 모든 경우가 포함된다.

### 기타 주제
그 외 기본 윤리적 고려 사항으로는 프라이버시, 기밀 유지, 정확하고 완전한 의료 기록, 전자의무기록, 공개, 그리고 정보에 입각한 의사 결정 및 동의가 포함된다.
전자의무기록은 환자 진료를 개선하는 것으로 나타났지만, 데이터 유출 및 보호된 건강 정보의 부적절하거나 무단 공개와 같은 위험이 있다.
환자에게 정보를 숨기는 것은 일반적으로 비윤리적이며 환자의 정보에 입각한 결정을 내릴 권리 침해로 간주된다. 그러나 환자가 정보를 받지 않거나 제3자에게 정보를 제공해 달라고 요청한 경우 또는 환자가 의사 결정 능력이 없는 응급 상황에서는 정보를 숨기는 것이 적절할 수 있다.

## 추가 자료
- Goldman, Lee (2001년 4월 15일). 《Key challenges confronting internal medicine in the early twenty-first century》. 《The American Journal of Medicine》 110. 463–470쪽. doi:10.1016/S0002-9343(01)00649-0. PMID 11331058.
- Meltzer, David; Manning, WG; Morrison, J; Shah, MN; Jin, L; Guth, T; Levinson, W (2002년 12월 3일). 《Effects of Physician Experience on Costs and Outcomes on an Academic General Medicine Service: Results of a Trial of Hospitalists》. 《Annals of Internal Medicine》 137. 866–74쪽. doi:10.7326/0003-4819-137-11-200212030-00007. PMID 12458986. S2CID 31987327.
- Salerno, Stephen M; Landry, Francis J; Kaboli, Peter J (2001년 2월 1일). 《Patient perceptions of the capabilities of internists: a multi-center survey》. 《The American Journal of Medicine》 110. 111–117쪽. doi:10.1016/S0002-9343(00)00666-5. PMID 11165552.
- Sox, Harold C (2001년 6월 15일). 《Supply, demand, and the workforce of internal medicine》. 《The American Journal of Medicine》 110. 745–749쪽. doi:10.1016/S0002-9343(01)00756-2. PMID 11403763.
- Wetterneck, Tosha B.; Linzer, M; McMurray, JE; Douglas, J; Schwartz, MD; Bigby, J; Gerrity, MS; Pathman, DE;  외. (2002년 3월 25일). 《Worklife and Satisfaction of General Internists》. 《Archives of Internal Medicine》 162. 649–656쪽. doi:10.1001/archinte.162.6.649. PMID 11911718.